# Плайтерсхайм
Плайтерсхайм (нем. Pleitersheim) — община в Германии, в земле Рейнланд-Пфальц. 
Входит в состав района Бад-Кройцнах. Подчиняется управлению Бад Кройцнах.  Население составляет 342 человека (на 31 декабря 2010 года). Занимает площадь 2,32 км².